# 4-Hydroxybenzoate de butyle
Le 4-hydroxybenzoate de butyle, aussi appelé butylparabène ou encore p-hydroxybenzoate de butyle, est un composé organique appartenant à la famille des parabènes. C'est un solide blanc soluble dans les solvants organiques. Il est synthétisé pour son rôle de conservateur antimicrobien très efficace dans les cosmétiques. Il est également utilisé dans les émulsions médicamenteuses et comme additif aromatisant dans les aliments.

## Présence naturelle
Les molécules de la famille des parabènes se trouvent dans les fruits et légumes tels que l'orge, les graines de lin et les raisins. Le butylparabène s'est également avéré être produit par certains micro-organismes, notamment Microbulbifer.